# Domowina Kiadó
A Domowina Kiadó (szorbul: Ludowe nakładnistwo Domowina) egy németországi kiadó, amely szorb könyveket, folyóiratokat és újságokat, valamint szorb témájú német nyelvű könyveket ad ki. Az azonos név ellenére a kiadó szervezetileg független a Domowina szorb ernyőszervezettől, a Szorb Népért Alapítvány támogatja.
Az egyetlen szorb nyelvű kiadót 1958. július 1-jén alapították Bautzenben állami vállalatként, és az újraegyesítés után privatizálták. A felső-szorb, alsószorb és német nyelvű szépirodalmi, ismeretterjesztő és gyermekkönyvek mellett kiadja a felső-szorb napilapot a Serbske Nowiny-t, a Nowy Casnik alsószorb hetilapot, a Katolski Posoł felső-szorb katolikus folyóiratot. 2008-ra a kiadó közel 3800 kiadványt adott ki. Évente körülbelül 60 új kiadás jelenik meg.
Többek között Horst Adam, Jakub Bart-Ćišinski,  Achim Brankačk, Jurij Brězan, Beno Budar, Jurij Chěžka, Jěwa-Marja Čornackia, Róža Domašcyna, Benedikt Dyrlich, Ernst Eichler, Helmut Fasske, Frank Förster, Lubina Hajduk-Veljkovićowa, Jurij Koch, Mato Kosyk, Kito Lorenc, Jakub Lorenc-Zalěski, Timo Meškank, Frido Mětšk,  Marja Młynkowa, Arnošt Muka, Jozef Nowak, Mercin Nowak-Njechorński, Christian Traugott Pfuhl, Anja Pohončowa, Jan Arnošt Smoler, Heinz Schuster-Šewc, Angela Stachowa, Walter Wenzel, Mina Witkojc, Jan Wornar, Handrij Zejler műveit jelentette meg a kiadó.

## Fordítás
- Ez a szócikk részben vagy egészben  a   Domowina-Verlag című német Wikipédia-szócikk fordításán alapul.  Az eredeti cikk szerkesztőit annak laptörténete sorolja fel. Ez a jelzés csupán a megfogalmazás eredetét és a szerzői jogokat jelzi, nem szolgál a cikkben szereplő információk forrásmegjelöléseként.